# أثلتيك بلباو
نادي بيلباو الرياضي (بالبشكنشية: Bilboko Athletic Kluba) و(بالإسبانية: Athletic Club de Bilbao) أو كما يعرف بأتلتيك بيلباو هو نادي كرة قدم إسباني من مدينة بيلباو في شمال إسبانيا. أتليتيك بيلباو هو أحد أعرق الأندية الإسـبانيّة وهو بين ثلاثة فرق (ريال مدريد وبرشلونة) لم تهبط إلى الدرجة الثانية في الدوري الإسباني مُنذ بدايتها حتى الآن.
قام بتأسيس النادي المغتربون البريطانيون عام 1898. يلعب الفريق حالياً في الدوري الإسباني الدرجة الأولى. أكبر إنجاز للفريق هو المركز الثاني في الدوري الأوروبي في 1976-77. يتبع الفريق سياسة تعتمد على أن جميع لاعبي الفريق هم من إقليم الباسك.

## تاريخ النادي
كرة القدم في بلباو انتشرت من بريطانيا، وذلك من خلال التجارة والعاملين في السفن. ومن خلال أيضاً الطلاب الباسـكيين العائدين من دراستهم في بريطانيا. في أواخر الـ 1890 كان هنالك ميناء في قلب المنطقة الصناعيّة في بلباو وهو هام جداً وقريب من مناجم الحديد وبناء السفن.. وكان القوة الدافعة للاقتصاد الإسـباني. كان من بينهم عمال من شمال شرق إنجلترا، وعمال من ساندرلاند وساوثامبتون وبورتسموث.. العمال البريطانيون جلبوا معهم لعبة كرة القدم. وفي أوائل الـ 1890 هؤلاء العمال شكّلوا معاً فريق بلباو لكرة القدم. وفي الوقت نفسه، أصحاب طبقة المتعلمين في بريطانيا، وأثناء ذهابهم إلى بريطانيا من أجل استكمال دراستهم في مجال الهندسة المدنية والتجارة تعلموا لعبة كرة القدم. وعند عودتهم إلى الباسـك أصبحوا يرتبون لمباريات مع العمال البريطانيين. وفي عام 1898 تم انضمام عدد من الطلاب مع بضعه البعض لتشكيل فريق تحت اسم «النادي الرياضي» أي «أتلتيك». وفي عام 1901 عُقد اجتماع في مقهى غارسـيا الذي وضع المزيد من القواعد واللوائح الرسمية. وفي عام 1902 تم اجتماع الفريقين ليُخرِجا فريق موحد. والذي عُرف باسم فريق بزكايا. وفي أول بطولة كأس ملك إسباني عادوا ومعهم الكأس بعد أن هزموا برشلونة في المبارة النهائية. وهذا الذي أدى إلى تغيير اسم الفريق إلى نادي أتلتيك بلباو في عام 1903. وفي العام نفسه شكل الطلبة الباسكيين فريق مدريد الرياضي. وفي وقت لاحق تغيّر الاسم إلى أتلتيكو مدريد. وبخصوص سنة نشوء الفريق فلقد اختلف المؤرخون على تحديدها. فهنالك من يرى أنّ سنة 1898 هي سنة نشأة الفريق. وهنالك من يرى أنّ عام 1901 هو العام الحقيقي لنشوء الفريق. كما أنّ هنالك مبررات قوية لعام 1903.

## ألوان النادي
أيضاً في الألوان كانت هنالك تغييرات كثيرة. فلقد كانت الألوان الأولى هي الأزرق والأبيض.. إلاّ أنه في عام 1910 تم تغييرها إلى الأحمر والأبيض وهنالك ثلاث نظريات بخصوص سبب هذا التغيير. النظرية الأولى وهي الأكثر شيوعاً. هو أنه تم تغيير الألوان احتراماً لسندرلاند وساوثامبتون المنشئين الأصليين للنادي.. والنظرية الثانية هو أنّ أحد أعضاء النادي سافر إلى بريطانيا من أجل شراء القمصان الزرقاء والبيضاء ولكن لم يجد فعاد بالحمراء والبيضاء بدلاً من الزرقاء والبيضاء.. والنظرية الأكثر صدقاً ومعقولية. هو أنّ القمصان الحمراء والبيضاء كانت أرخص من الزرقاء والبيضاء.

## مسابقة كأس الملك

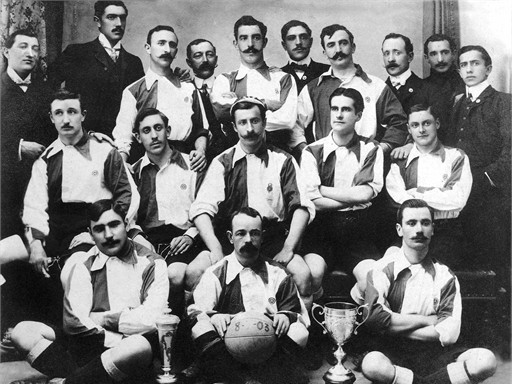
فريق أتلتيلك بيلباو مع أول لقب لكأس الملك عام 1903

برز النادي مع بداية منافسات الكأس حيث استطاع الحصول على اللقب تحت اسم فريق فزكايا. وبعدها تغير الاسم إلى اتلتيك بلباو الذي حصل على الكأس في عام 1903. وفي عام 1904 بعد أن فاز على فريق إسبانيول مدريد Español de Madrid.. وبعدها غاب عن التتويج لفترة طويلة قبل أن يبزغ نجمه عام 1910 و1911 ويحصل على اللقب لمرتين. ونجح في الحصول على اللقب لثلاث مرات على التوالي في الفترة بين 1914 و1916. ولقد ظهر في هذه الفترة اللاعب بيتشيتشي الذي سجل أول أهداف في ملعب السان ماميس يوم 21 / 3 / 1913 وسجل هاتريك في نهائي كأس الملك عام 1915. والآن يلقب هداف الدوري الإسباني باسمه.
في عام 1921 المدرب الجديد فريد بينتلاند الذي وصل من راسينغ سانتندير استطاع أن يقود اتلتيك بلباو إلى الفوز بكأس ملك أسبانيا.. وفي عام 1927 رحل في رحلة قصيرة إلى اتلتيكو مدريد وريال أوفيدو ومنتخب إسبانيا. ولكنه عاد سريعاً إلى أتلتيك بلباو واستطاع أن يحرز معهم لقب الدوري الأسباني وكأس ملك إسبانيا في عام 1930. واستطاع أيضاً الحصول على كأس ملك إسبانيا في الفترة بين 1930 و1933.. واستطاع أيضاً الحصول على وصيف الدوري الإسباني في عامي 1931 و1932. واستطاع أن يهزم برشلونة في عام 1931 بنتيجة 12 - 1 وهي أسوء هزيمة في تاريخ النادي.
فريق أتلتيك بيلباو هو أحد أعرق الأندية الإسـبانيّة فهو ثاني أكثر فريق إسـباني فوزاً ببكأس الملك بعد برشـلونه متفوّقاً على ريـال مـدريد، فقد أحرز أتلتيك بيلباو اللقب 24 مرّة في تاريخ المسابقة.

## تمثيل إقليم الباسك ونشوء الدوري الإسـباني
فريق اتلتيك بلباو لم يكن الوحيد الذي مثل إقليم الباسـك.. فهنالك فرق مثل ريال أونيون وآريناس كلوب دي غيتسـو وريال سوسييداد. وكانت هذه الأربع فرق من مؤسـسـي الليغا الإسـبانيّة في عام 1928. وبحلول عام 1930 انضم إليهم فريق خامس هو فريق آلافيس. وهذا ما يعني أنّ خمسـة فرق من أصل عشـرة فرق في الدوري الإسباني هم من إقليم الباسـك.

## تغيير الاسم في عهد فرانكو
في عام 1941، قام النادي بتغيير اسمه إلى أتلتيكو بلباو بعد قرار أصدره فرانكو بحظر إسـتخدام أي لغة محلّيّة غير لغة كاسـتيّا (الإسبانيّة الرسميّة) في الأسـماء ودحض سياسة النادي في جلب اللاعبين الباسكيين للفريق. في نفس العام ظهر النجم ثارّا الأسـطوري. في الثلاثة عشر موسم التي لعبها سجل 294 هدفاً للأتلتيكو في كل المنافسات بالإضافة إلى 20 هدفاً سجلها للمنتخب الأسباني. لقد سجل 38 هدفاً في موسم 1950/1951 وما زال للحين مسجل في السجلات كرقم قياسي. أحد اللاعبين المميزين في هذه الفترة الزمنية هو اللاعب بانيزو. في عام 1943 حقق النادي الثنائية عن طريق تحقيق لقب الليغا بالإضافة إلى كأس الجنرال في ذلك الوقت، كما حافظوا على لقب الكأس في الموسمين التاليين 1944، 1945. في بدايات الخمسينات وتحديداً 1950، كان للنادي خط هجوم أسـطوري. لقد ساعد هذا الهجوم النادي في تحقيق كأس الجنرال موسم 1950. وصول المدرب فيرديناند دوكيتش حسن من حظوظ النادي. لقد قاد هذا المدرب الفريق لتحقيق الثنائية الكبيرة مرة أخرى عن طريق تحقيق الليغا مع كأس الجنرال في موسم 1956. بالإضافة إلى ذلك قاد الفريق لتحقيق لقب كاس الجنرال مرتين في عامي 1955 وكذلك في موسم 1958. في عام 1956 ظهر النادي أوروبياً عن طريق المشاركة في كأس أوروبا، ولكن في النهاية خرج على النجاحات التي حققها النادي في الثلاثينات والأربعينات والخمسينات بسبب اعتماده سياسة عدم ضم اللاعبين الأجانب. لم يكن مسموح سوى جلب ثلاث لاعبين أجانب للفريق من اصل 11 لاعب وهذا يعني ضرورة وجود 8 لاعبين محليين. ولكن ريال مدريد وبرشلونة كانوا يلتفون علنياً حول قوانين اللاعبين الأجانب عن طريق إضافة لاعبين أجانب بعد إعطائهم الجنسيّة كلاعبين محللين مثل: ألفريدو دي ستيفانو، فيرينك بوشكاش، خوسيه سانتاماريا، لاديسلاو كوبالا. الأتلتيك أبدى احتراماً واضحاً وتقيد قوي لسياسة الكانتاريا. فترة الستينيّات شهدت هيمنة ريال مدريد ولم يحقق النادي سوى كأس الملك عام 1969. مثل الفرق الدولية، النادي استخدم قوانين الأجداد وتم جلب بعض الاعبين الآخريين الذين أصولهم باسـكية فقط. هذا القانون سمح بجلب اللاعب ارماندو ميروديو الباسكي المولود في برشلونة. في الستينات كذلك تم جلب لاعبين مثل خيسوس ماريا بيريدا، ميغيل جونيس، خوسيه قاراتي. على الرغم أن كل هؤلاء اللاعبين لم يولدوا في الباسك ولكنهم عاشوا ونشأوا في الباسك وتم تصنفيهم على أنهم باسكيي الجنسية. خوسيه قاراتي مثلاً والداه باسكيين. الجانب الإيجابي في الستينات كذلك شهد ولادة أسطورة الأتلتيك خوسيه آنخل آريبار. في السبعينات لم يتحسن الوضع كثيراً واكتفى النادي ببطولة وحيدة لكأس الملك موسم 1973. في ديسمبر 1975 وقبل مباراة الفريق أمام ريال سوسيداد، آريبار لاعب النادي وكابتن نادي ريال سويداد أغنيكيو كورتاباريا قاما برفع علم الباسك (الأكورينا) ورفعه للأعلى ووضعه بالدائرة. لقد كان هو الظهور الأول للعلم الباسكي بعد وفاة فرانكو. في عام 1977 وصل النادي لنهائي كأس أوروبا وخسر خارج أرضه أمام جوفنتوس الإيطالي. بعد ذلك وإلى الآن عاد النادي ولجأ إلى استخدام اسم أتلتيك بيلباو مرة أخرى.

## النزعة القومية

علم إقليم الباسك الذي يتم رفعه دائماً في ملعب النادي من طرف العديد من الجماهير، العلم كان ممنوعاً في عهد الجنرال فرانكو.

إقليم الباسك وإقليم كتالونيا يرفضان اعتبار نفسيها إسبانيان، وفريق أتلتيك بيلباو فهو نادي إقليم الباسك وأكثر تعصب لإقليمه إذ لا مكان بالفريق لأي لاعب لا يحمل الهوية الباسكية ومن غرائب الصدف أن برشلونه وأتلتيك بيلباو يمشون على نهج إقليمنا ليس أسباني ودائماً فوز الفريقين بالكأس يعتبر غنيمة حرب فتخيلو رئيس يسلم كأس إلى لاعبين لا يعترفون به ملكاً عليهم فهؤلاء اللاعبين سيطوفون أقاليمهم وهم منتشيين بغنيمة حرب سلبوها من بين أيدي الإسبان إذاً إقليم كتالونيا وإقليم الباسك وجهان لعملة واحده

## سجل بطولات الفريق
- فاز ببطولة الدوري الإسباني الدرجة الأولى لـكرة القدم 8 مرات من أصل 80 مشاركة، آخرها موسم 1984.
- فاز بكأس الملك 25 مرة، آخرها عام 2024.[4]
- فاز بكأس السوبر الإسـبانية ثلاث مرات عام 1984 و2015 وعام 2021.
- فاز بالبطولة الصيفية المغربية.
- فاز بالبطولة المحليّة لمنطقة بزكايا 17 مرّة.
- وصل لنهائي دوري أوروبا مرتين إحداهما في موسم 1976–77 أمام يوفنتوس والثانية في موسم 2011–12 أمام أتليتيكو مدريد.
- شـارك 4 مرات في بطولة دوري أبطال أوروبا آخرها كانت في موسم 2014–15 (أفضل مرتبة وصوله للنصف النهائي عام 1957).
- شارك 16 مرة في بطولة كأس الاتحاد الأوروبي (أفضل مرتبة وصوله للنهائي عام 1977).
- شارك مرة واحدة في كأس إنترتوتو.
- شارك 86 مرة في الدوري الإسباني الدرجة الأولى (كامل المواسـم منذ انطلاق الليغا).

## تشكيلة الفريق

### التشكيلة الحالية

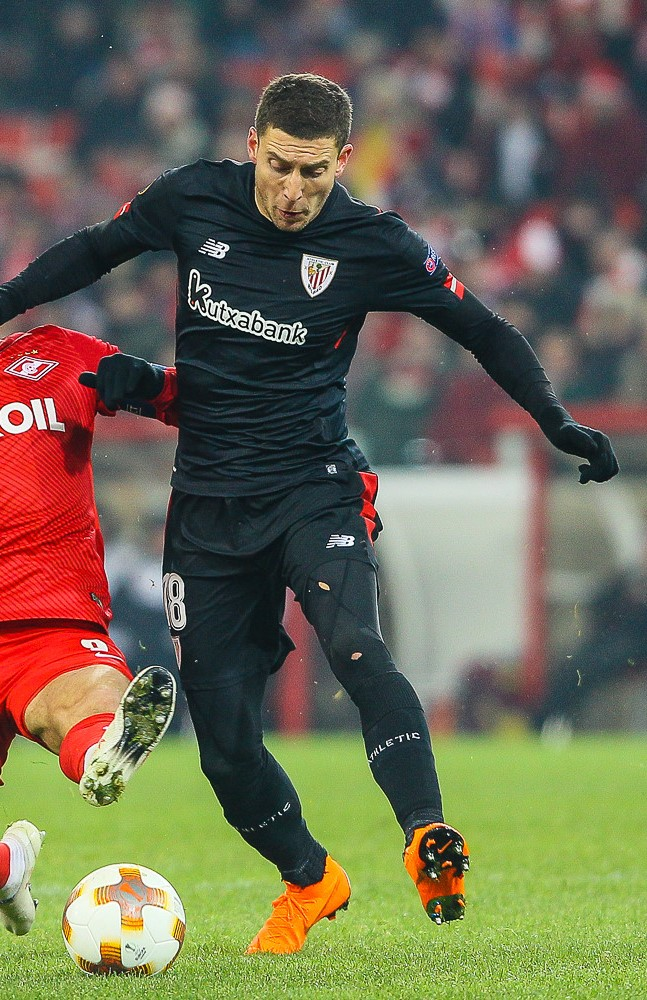
أوسكار دي ماركوس قائد الفريق

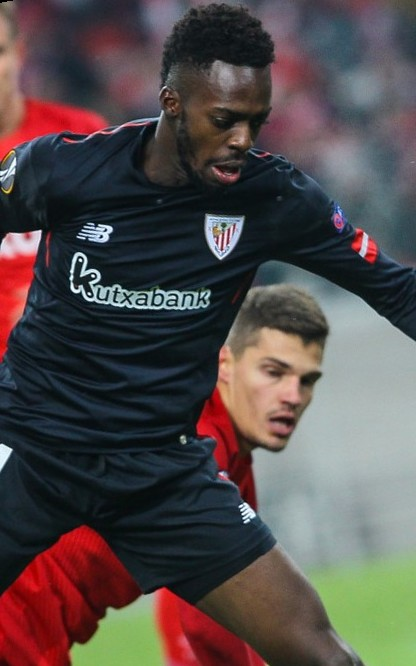
إينياكي ويليامز نجم الفريق

آخر تحديث 1 فبراير 2023.
ملاحظة: تشير الأعلام إلى المنتخب الوطني على النحو المحدد في قواعد الأهلية للفيفا. قد يحمل اللاعبون أكثر من جنسية واحدة غير تابعة للفيفا.
| الرقم | البلد   | المركز | اللاعب            |
| ----- | ------- | ------ | ----------------- |
| 1     | إسبانيا | حارس   | أوناي سيمون       |
| 2     | إسبانيا | مهاجم  | جون مورسيو        |
| 3     | إسبانيا | مدافع  | دانيال فيفيان     |
| 4     | إسبانيا | مدافع  | إينيغو مارتينيز   |
| 5     | إسبانيا | مدافع  | ييراي ألفاريز     |
| 6     | إسبانيا | وسط    | ميكيل فيسغا       |
| 7     | إسبانيا | مهاجم  | ألكس بيرنجوير     |
| 8     | إسبانيا | وسط    | أويهان سانست      |
| 9     | غانا    | مهاجم  | إينياكي ويليامز   |
| 10    | إسبانيا | مهاجم  | إيكر مونياين      |
| 11    | إسبانيا | مهاجم  | نيكو ويليامز      |
| 12    | إسبانيا | مهاجم  | غوركا غوروزيتا    |
| 13    | إسبانيا | حارس   | يولين أغيريزابالا |

| الرقم | البلد   | المركز | اللاعب               |
| ----- | ------- | ------ | -------------------- |
| 14    | إسبانيا | وسط    | دانييل غارسيا كارييو |
| 15    | إسبانيا | مدافع  | إينييغو ليكوي        |
| 16    | إسبانيا | وسط    | أوناي فينسيدور       |
| 17    | إسبانيا | مدافع  | يوري بيرتشيتشي       |
| 18    | إسبانيا | مدافع  | أوسكار دي ماركوس     |
| 19    | إسبانيا | وسط    | أويير زاغارا         |
| 21    | إسبانيا | مدافع  | أندير كابا           |
| 22    | إسبانيا | مهاجم  | راؤول غارسيا         |
| 23    | إسبانيا | وسط    | أندير هيريرا         |
| 24    | إسبانيا | مدافع  | ميكيل بالنزياغا      |
| 31    | إسبانيا | مدافع  | أيتور باريديس        |
| 35    | إسبانيا | حارس   | أندر إيرو            |

### الاحتياط
ملاحظة: تشير الأعلام إلى المنتخب الوطني على النحو المحدد في قواعد الأهلية للفيفا. قد يحمل اللاعبون أكثر من جنسية واحدة غير تابعة للفيفا.
| الرقم | البلد   | المركز | اللاعب                     |
| ----- | ------- | ------ | -------------------------- |
| 26    | إسبانيا | حارس   | إيبون إسبيزوا              |
| 27    | إسبانيا | حارس   | أليكس باديا (لاعب كرة قدم) |
| 28    | إسبانيا | مهاجم  | لويس بلباو                 |

| الرقم | البلد   | المركز | اللاعب          |
| ----- | ------- | ------ | --------------- |
| 29    | إسبانيا | مهاجم  | مالكوم أدو آريس |
| 30    | إسبانيا | وسط    | أوناي غوميز     |
| 33    | إسبانيا | وسط    | جونيور بيتا     |

### المعارون
تنتهي إعارة جميع اللاعبين في 30 يونيو 2023.
ملاحظة: تشير الأعلام إلى المنتخب الوطني على النحو المحدد في قواعد الأهلية للفيفا. قد يحمل اللاعبون أكثر من جنسية واحدة غير تابعة للفيفا.
| الرقم | البلد   | المركز | اللاعب                                     |
| ----- | ------- | ------ | ------------------------------------------ |
|       | إسبانيا | مدافع  | Álex Petxarroman (إلى نادي أندورا)         |
|       | إسبانيا | مدافع  | إيمانول غارسيا دي ألبينيز (إلى نادي إيبار) |
|       | إسبانيا | مدافع  | أوناي نونيز (إلى سيلتا فيغو)               |
|       | إسبانيا | وسط    | Beñat Prados (إلى نادي ميرانديس)           |

| الرقم | البلد   | المركز | اللاعب                                 |
| ----- | ------- | ------ | -------------------------------------- |
|       | إسبانيا | وسط    | Peru Nolaskoain (إلى نادي إيبار)       |
|       | إسبانيا | مهاجم  | Juan Artola (إلى نادي بورغوس)          |
|       | إسبانيا | مهاجم  | نيكو سيرانو (إلى نادي ميرانديس)        |
|       | إسبانيا | مهاجم  | أسيير فيلاليبري (إلى ديبورتيفو ألافيس) |

## أبرز المدربين
- فريد بينتلاند (1921-1927 و1929-1933)
- فيرناندو داتشيك (1954-1957)
- أوغستين غاينزا (1964-1968)
- روني ألين (1968-1972)
- خافيير كليمنتي (1981-1986 و1991-1992 و2005-2006)
- خافيير أروريتا (1994-1995)
- لويس فيرنانديز (1996-2000)
- خواكيم كاباروس (2007-2011)
- بيلسا (2011)

## مجموعة الأطقم
| 1903 | 1910 | 1913 | 1950 | 1970 | 1982 | 1996 | 2004 | 2015          |
| ---- | ---- | ---- | ---- | ---- | ---- | ---- | ---- | ------------- |
|      |      |      |      |      |      |      |      | {{{العنوان}}} |

## وصلات خارجية
- موقع النادي الرسمي
- صفحة النادي في موقع كورة